# Autignac
Autignac is een gemeente in het Franse departement Hérault (regio Occitanie). De plaats maakt deel uit van het arrondissement Béziers. Autignac telde op 1 januari 2022 962 inwoners.

## Geografie
De oppervlakte van Autignac bedroeg op 1 januari 2022 11,55 vierkante kilometer; de bevolkingsdichtheid was toen 83,3 inwoners per km².

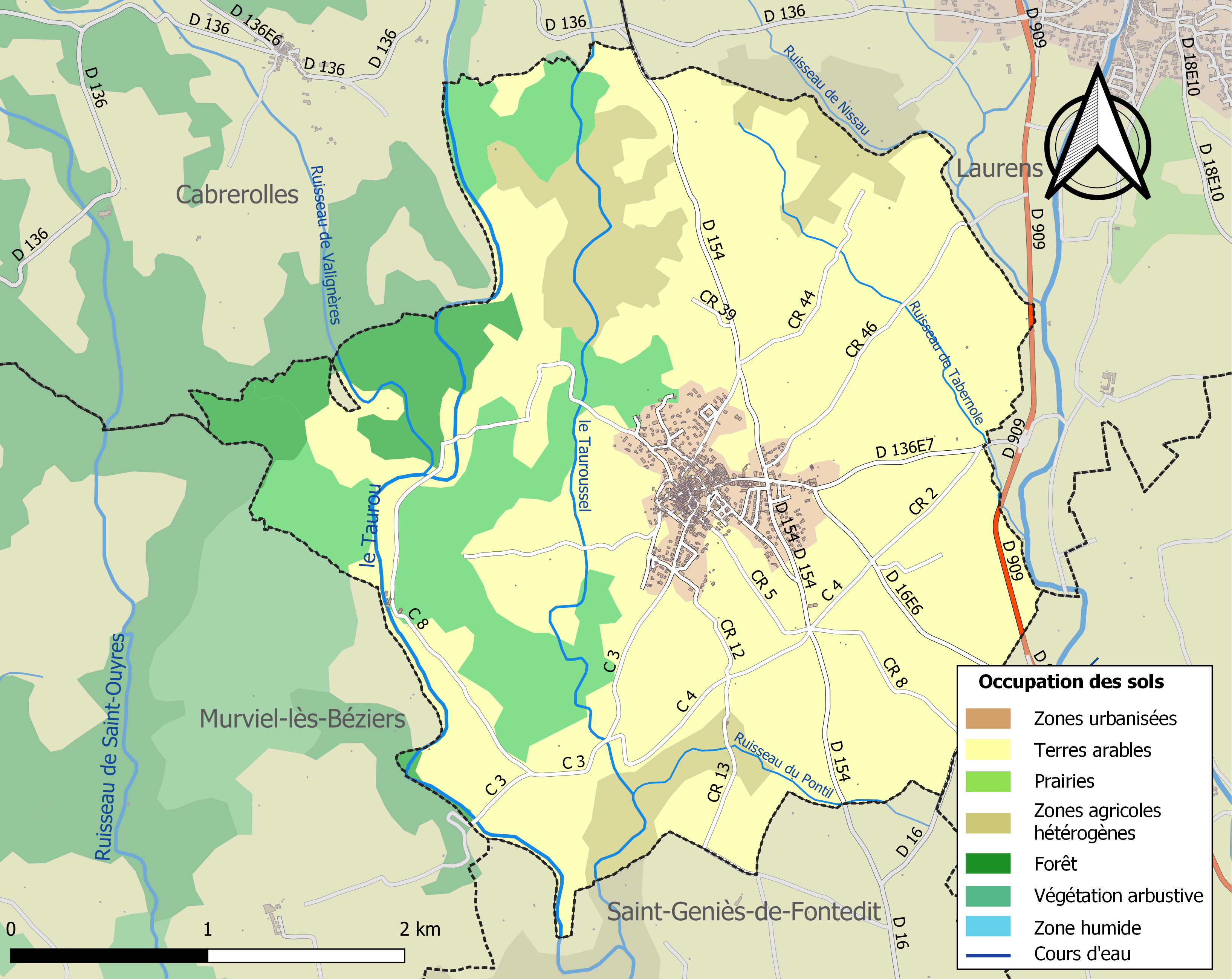
Kaart van de gemeente met belangrijkste infrastructuur, bodemgebruik en omliggende gemeenten

## Demografie
Onderstaande figuur toont het verloop van het inwonertal (bron: INSEE-tellingen).